# 23016 Майклрош
23016 Майклрош (23016 Michaelroche) — астероїд головного поясу, відкритий 15 листопада 1999 року.
Тіссеранів параметр щодо Юпітера — 3,389.